# Alfonso de Ulloa
Alfonso de Ulloa (1529 circa – Venezia, 1570) è stato uno scrittore, traduttore e storico spagnolo. Ha pubblicato in italiano diverse traduzioni di scritti spagnoli e portoghesi.

## Biografia
Non si hanno dati certi né sull’anno né sul luogo di nascita. Si suppone che il suo luogo di nascita fu Zamora o Estremadura. Il cognome è d’origine galega e viene citato nelle seguenti città: Toro, Mérida, Jaén. Non è possibile scoprire il luogo d’origine esatto.
Figlio di una famiglia nobile dell’Estremadura originaria della Galizia, suo padre si chiamava Francisco de Ulloa. Grazie a lui, Alfonso de Ulloa ebbe una formazione di tipo umanista e svolse i suoi studi a Toledo. Rimase orfano del padre, che morì nel 1540 durante una spedizione nel nord del Pacifico. Nel 1546 Ulloa si trasferì a Venezia e lavorò all’ambasciata di Carlo V, dove Diego Hurtado de Mendoza ricopriva la carica di rappresentante dell’imperatore. Si ipotizza che Ulloa abbia frequentato la casa e la biblioteca di Mendoza, luoghi in cui conobbe alcuni tra i più importanti personaggi dell’epoca, tra cui Arnoldo Arlenio. Probabilmente fu quest’ultimo che gli fece muovere i primi passi nel mondo letterario.
A Venezia pubblicò tutte le sue opere, la prima nel 1552. Nello stesso anno fu accusato di lavorare come spia dei francesi, ragione per cui andò a combattere sotto il comando di Ferrante Gonzaga. Nel 1567 fu condannato a morte per aver falsificato un documento del Consiglio dei Dieci, pena poi ridimensionata e sostituita con la detenzione in carcere, dove morì nel 1570.

### Ruolo del traduttore

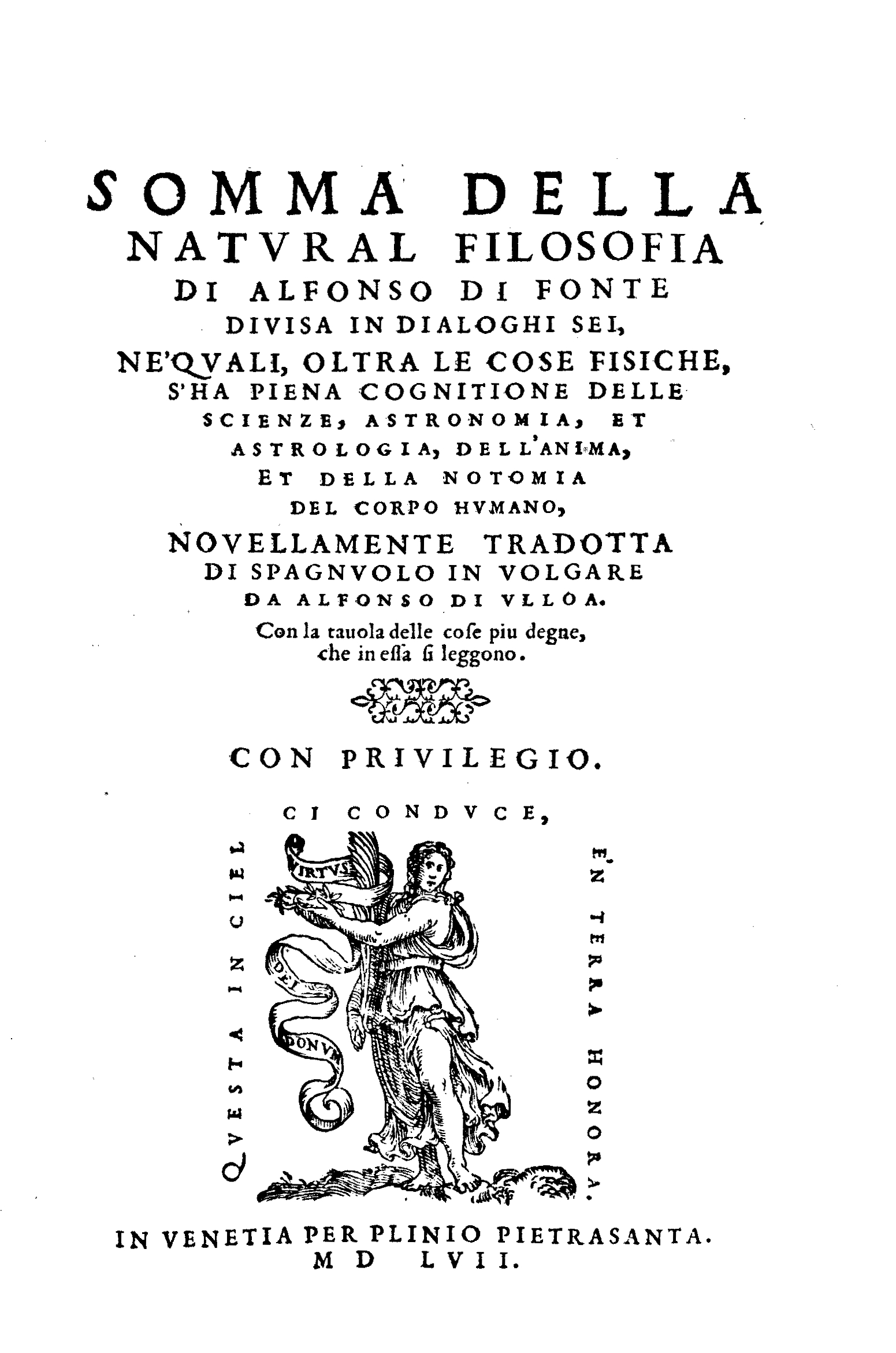
Somma della natural filosofia dello spagnolo Alonso de Fuentes, tradotta in italiano da Ulloa (1557)

Alfonso de Ulloa aveva un’idea precisa circa la traduzione e il ruolo del traduttore. In Spagna, fino alla metà del XVI secolo, la traduzione era una semplice imitazione del testo originale. Dal 1540 iniziò a diffondersi una corrente che concedeva al traduttore una maggiore libertà. Ulloa riteneva che l’opera dovesse svolgere un compito sia divulgativo che comunicativo. Inoltre, condivideva il pensiero di Garcilaso e Boscán, i quali sostenevano che il traduttore potesse interpretare e cambiare l’opera per restituire il vero senso del testo in lingua originale. Ulloa assunse il ruolo di traduttore e curatore: si proponeva di realizzare un testo che avesse un vero e proprio valore intrinseco e non fosse mera imitazione. 
Questa nuova tendenza è visibile nei paratesti e nelle note, la cui funzione è spiegare e giustificare ai lettori le scelte di traduzione.

## Opere
Alfonso de Ulloa fu una figura importante nell’ambito della diffusione della cultura spagnola e portoghese in Italia. Tra le opere pubblicate in Italia, se ne ricordano alcune di propria creazione sia in italiano che in spagnolo, tra cui Vida del Gran Capitán F. Gonzaga (1563), La vita dell’inuittissimo imperator Carlo quinto (1560), Comentarios de la guerra de Flandes (1568) e Historia de Europa desde el año 1564 al de 1566 (1570).
A Ulloa è attribuita Introduzione nella quale s’insegna pronunciare la lingua spagnola. Questa è una fedele traduzione del primo progetto di grammatica spagnola, scritto da Francisco Delicado, Introducción que muestra el Delicado a pronunciar la lengua española. Ulloa apportò alcune correzioni e aggiunse qualche esempio.
Ulloa, inoltre, editò e tradusse diverse opere letterarie spagnole, per permettere agli italiani di leggerle e comprenderle. Tradusse in italiano alcuni libri in portoghese, dando così un importante contributo alla diffusione di queste culture.
Ulloa realizzò anche due glossari unidirezionali spagnolo-italiano. Il primo, intitolato Exposición de todos los lugares difficultosos que en el presente libro se hallan, riguarda la traduzione di Jerónimo de Urrea dell’Orlando Furioso di Ludovico Ariosto e contiene poco meno di 400 parole. Il secondo, che comprende quasi 900 entrate, accompagna la sua edizione de La Celestina, e aveva come obiettivo rendere più facile agli italiani la lettura dell’opera.